# Попов Андрій Миколайович
Андрі́й Микола́йович Попо́в (15 листопада 1981 — 26 червня 2016) — солдат Збройних сил України, учасник російсько-української війни.

## Життєпис
Народився 1981 року в місті Біла Церква; навчався у білоцерківській школі № 12. Здобув професію електромонтажника у профтехучилищі № 9, працював електромонтером з експлуатації електролічильників
в ПАТ «Київобленерго».
12 серпня 2015 року мобілізований як доброволець; солдат 2-го взводу 2-ї роти, 122-й окремий аеромобільний батальйон 81-ї бригади.
26 червня 2016-го загинув близько опівночі у часі мінометного обстрілу ВОП терористами в районі промзони міста Авдіївка.
30 червня 2016 року похований на Алеї Слави Сухоярського кладовища Білої Церкви.
Без Андрія лишилися брат та маленький син.

## Нагороди та вшанування
- указом Президента України № 511/2016 від 19 листопада 2016 року «за особисту мужність і високий професіоналізм, виявлені у захисті державного суверенітету та територіальної цілісності України, вірність військовій присязі» — нагороджений орденом «За мужність» III ступеня (посмертно)[1]